# SAB Volley
La SAB Volley è stata una società pallavolistica femminile italiana con sede a Legnano.

## Storia
La SAB Volley viene fondata nel 2015: ammessa in Serie B1, partecipa al campionato 2015-16. Nel giugno 2016 viene rifondata, spostando la propria sede da Castellanza a Legnano: grazie all'acquisto del titolo sportivo dal Neruda Volley ottiene il diritto di partecipazione alla Serie A2 per il campionato 2016-17, dove raggiunge, oltre alle semifinali nella Coppa Italia di categoria, la finale nei play-off promozione, che perde contro il Volley Pesaro.
A causa delle defezioni di alcune squadre, nel luglio 2017, viene ripescata in Serie A1 per il campionato 2017-18: tuttavia al termine del campionato, complice l'ultimo posto in classifica, retrocede in Serie A2, campionato a cui non partecipa in quanto la società annuncia il proprio ritiro dalle attività agonistiche.

## Colori e simboli
I colori sociali della SAB Volley Legnano sono il giallo e il nero. Come simbolo ha un'aquila, che compare stilizzata anche nello stemma della società.

## Sponsor ufficiali
- 2016–2018: Grima

## Presidenti e allenatori
- 2016-2018: Alfio Nebuloni

- 2016-2018: Andrea Pistola
- 2018: Eraldo Buonavita

## Tifoseria
La tifoseria della SAB Volley non è organizzata né in club né in gruppi di ispirazione ultras. Molto sentito è il derby con la Futura Volley Busto Arsizio, compagine sportiva della confinante Busto Arsizio. La rivalità tra Legnano e Busto Arsizio, che non è solo sportiva, è antica di secoli. Attriti tra le due comunità esistono infatti sin dal Medioevo. In questa epoca storica Busto Arsizio gravitava intorno al Seprio, mentre Legnano era legata al suo antagonista, ovvero Milano. Il borgo legnanese, infatti, rappresentava, per chi proveniva da nord, un facile accesso al contado milanese, dato che si trovava allo sbocco della Valle Olona, che termina a Castellanza; tale varco doveva essere quindi chiuso e strenuamente difeso per prevenire l'attacco a Milano, che era agevolato anche dalla presenza di un'importante strada che esisteva fin dall'epoca romana, la via Severiana Augusta, che congiungeva Mediolanum (la moderna a Milano) con il Verbannus Lacus (il Lago Verbano, ovvero il Lago Maggiore). Il suo percorso fu poi ripreso da Napoleone Bonaparte per realizzare la strada statale del Sempione. Il legame tra Milano e Legnano non fu solo militare, ma anche economico: infatti, Legnano e gli altri contadi che gravitavano intorno al capoluogo meneghino, fornivano a Milano anche parte delle derrate alimentari prodotte. A partire dal Medioevo sempre più famiglie nobiliari milanesi iniziarono a soggiornare a Legnano in vari periodi dell'anno e ad acquistare immobili nel borgo legnanese. Questo ruolo acuì gli attriti con Busto Arsizio, che invece continuò ad essere legata, come accennato, al Seprio, che fu poi annesso alla nascente Signoria di Milano nel 1339.